# 유엔로
유엔로(UN-ro)는 부산광역시 남구 우암동에서 대연동까지 이르는 부산광역시도로, 총 연장은 2.523 km이다. 도로의 명칭이 유래된 것은 유엔공원이 근처에 있기 때문이며, 형식적으로는 부산광역시도 제7301호선으로 표시된다.

## 역사
- 2009년 12월 24일 : 도로명으로 유엔로를 고시

## 주요 경유지
- 남구
  - 우암동 - 대연4동 - 대연1동 - 대연3동

## 접촉하는 도로
- 우암로
- 천제등로
- 유엔평화로
- 석포로
- 조각공원로
- 용소로

## 철도 연계역
- 우암선 : 우암역[2]

## 같이 보기
- 재한유엔기념공원
- 유엔평화로 (부산)